# Strada statale 574 del Monte Terminio
La ex strada statale 574 del Monte Terminio, adesso strada provinciale 574, è una strada provinciale italiana che collega i centri abitati che sorgono alle pendici del Monte Terminio.

## Storia
Il tracciato originario classificato con Decreto Ministeriale del 20/11/1968 - G.U. 16 del 20/01/1969 terminava in località Campolaspierto con un'estesa di km 25,950.
Con Decreto Ministeriale del 26/05/1970 - G.U. 192 del 31/07/1970 la strada venne prolungata da Piano d'Ischia a Montella mentre il tratto terminale da Piano d'Ischia a Campolaspierto è stato rinominato strada statale 574 dir. del Monte Terminio.

## Percorso
La strada ha inizio in prossimità dello svincolo Serino del RA2 Avellino-Salerno, parte della Strada europea E841. Dopo aver attraversato il centro abitato di Serino, inizia a scalare il Monte Terminio raggiungendo il Piano di Verteglia. Da qui inizia a ridiscendere fino ad arrivare al centro abitato di Montella dove si innesta nella ex strada statale 164 delle Croci di Acerno.
In seguito al decreto legislativo n. 112 del 1998, dal 17 ottobre 2001 la gestione è passata dall'ANAS alla Regione Campania, che nella stessa data ha ulteriormente devoluto le competenze alla Provincia di Avellino.

## Strada statale 574 dir del Monte Terminio
La ex strada statale 574 dir del Monte Terminio (SS 574 dir), ora strada provinciale ex SS 574 dir del Terminio, è una strada provinciale italiana, diramazione della ex SS 574
La strada ha inizio dalla SS 574 in località Piano d'Ischia, per giungere alla Piana di Campolaspierto dove termina in prossimita di un punto di ristoro.

In seguito al decreto legislativo n. 112 del 1998, dal 17 ottobre 2001 la gestione è passata dall'ANAS alla Regione Campania, che nella stessa data ha ulteriormente devoluto le competenze alla Provincia di Avellino.

## Galleria d'immagini

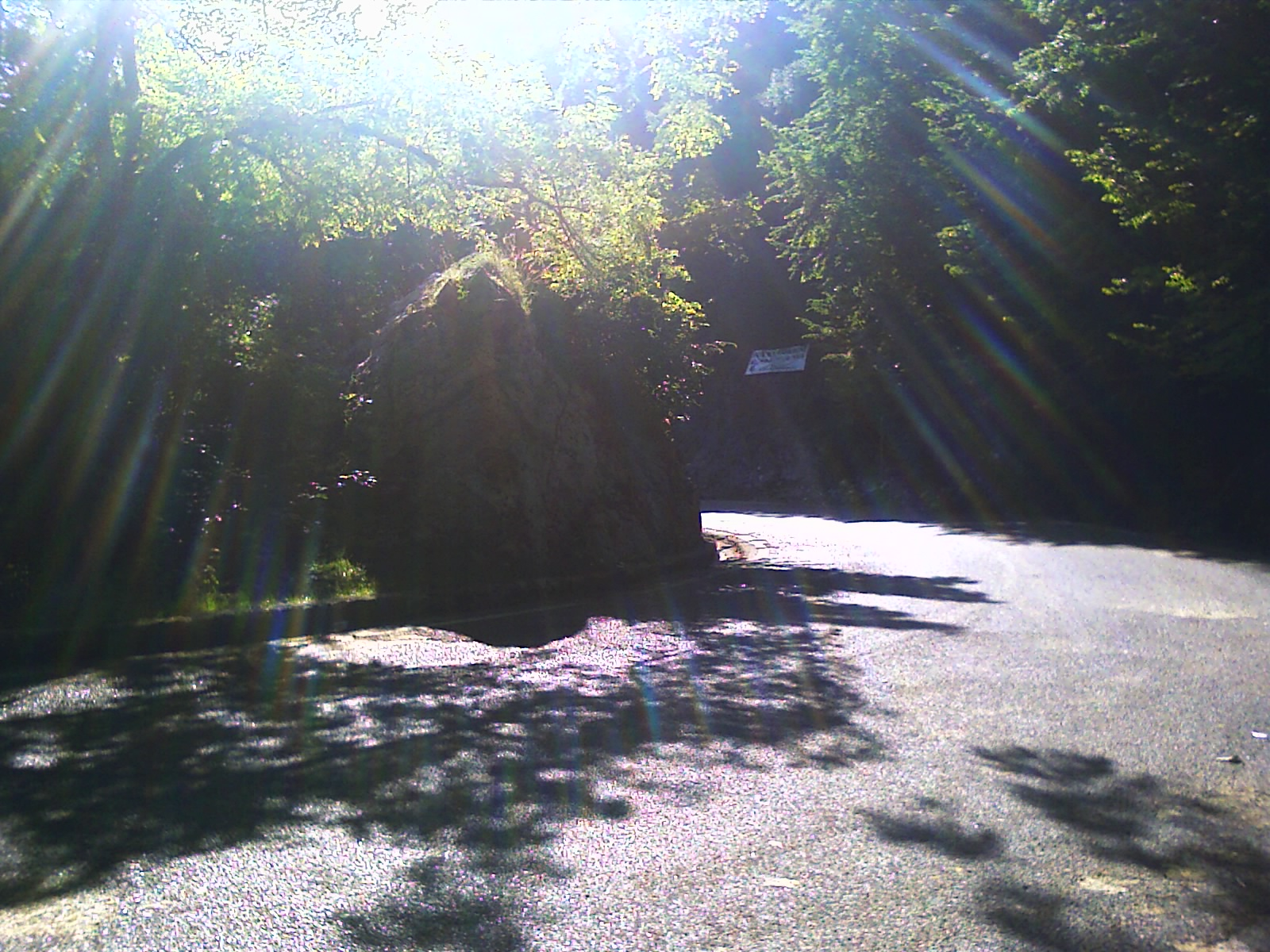
Vista di un tratto in curva
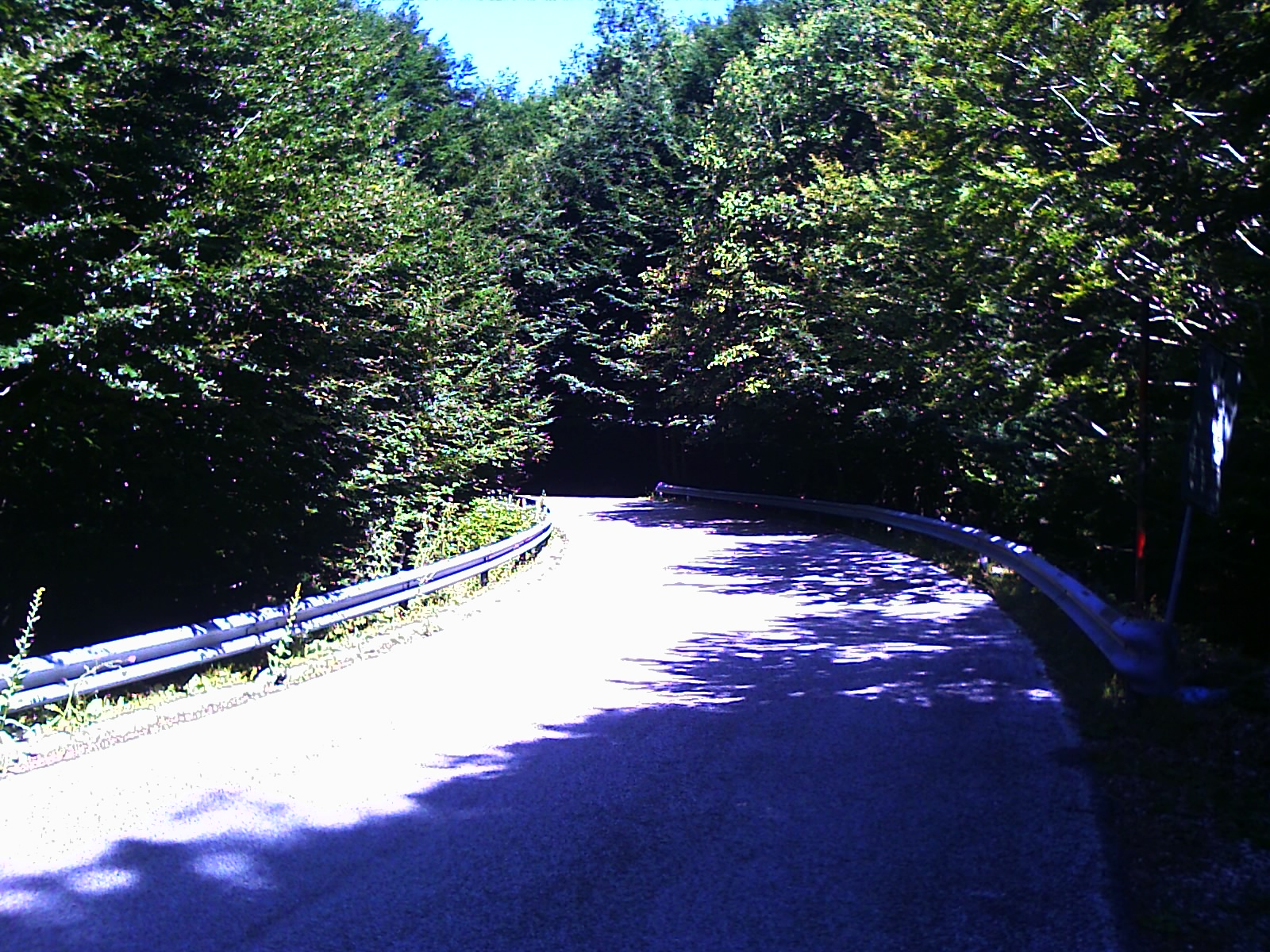
Tratto finale della 574 dir